# Carpomon pomulum
Carpomon pomulum е вид десетоного от семейство Potamidae.

## Разпространение и местообитание
Този вид е разпространен във Филипини.
Обитава сладководни басейни, реки и потоци.